# 松多爾山 (庫斯科大區)
13°16′0″S 71°51′12″W / 13.26667°S 71.85333°W
松多爾山（Sóndor），是秘魯的山峰，位於該國南部庫斯科大區的卡爾卡省，處於潘帕科查湖東南面，屬於安第斯山脈的一部分，海拔高度4,200米。